# Henri Grimal
Henri Grimal, né le 21 juillet 1910 à Arvieu (Aveyron) et mort le 3 novembre 2012 à Paris 13e, est un historien et écrivain français, spécialiste de l'Empire britannique, du Commonwealth et de l'histoire de la décolonisation. Agrégé d'histoire (1939), il a notamment enseigné au lycée Janson-de-Sailly, au lycée Henri-IV, au lycée Louis-le-Grand, à la Sorbonne, ainsi qu'à l'université de Princeton.
Il a résidé et travaillé à Bourg-la-Reine.

## Publications
Outre de nombreux articles universitaires, on peut citer :
- 1948 : Derrière les barricades, Éditions Bourrelier
- 1956 : Agricola, de Tacite, Éditions Hachette
- 1962 : Le Commonwealth, Presses universitaires de France, (rééd. 1971)
- 1962 : Histoire du Commonwealth britannique, Presses universitaires de France, (rééd. 1965, 1971)
- 1965 : La Décolonisation, 1919-1963, Librairie Armand Colin, prix Broquette-Gonin de l'Académie Française (1966) (rééd. 1967, 1970, 1985 et 1999  (ISBN 978-2870271575) et en 1978 chez Westview Press: Decolonialization: the British, Dutch, French and Belgian Empires: 1919-1963)
- 1971 : De l'Empire britannique au Commonwealth, Librairie Armand Colin (rééd. 1999).  (ISBN 978-2200251581)

Henri Grimal a également publié en 2005 le premier volume de ses mémoires: L'Envol, aux Presses de l'université des Sciences sociales de Toulouse, un récit de ses jeunes années passées dans la région de son village natal, dans les années 1920.  (ISBN 978-2-915699-06-7)